# Lasioglossum foveolatum
Lasioglossum foveolatum är en biart som först beskrevs av Charles Robertson 1902.
Lasioglossum foveolatum ingår i släktet smalbin och familjen vägbin. Inga underarter finns listade i Catalogue of Life.

## Beskrivning
Huvud och mellankropp är metalliskt blågröna med varmgul glans hos honan, blågröna till gulgröna hos hanen. Käkarna är orangefärgade, munskölden är mörkbrun på den övre halvan, mässingsfärgad på den nedre. Under munskölden har honan ett blått mittfält, något som är karakteristiskt för arten. Även hanen kan vara blå där, men ofta har fältet hos honom samma mässingsfärg som munskölden. Antennerna är mörkbruna, med undersidan av de yttre lederna rödbruna hos honan, orange till brungul hos hanen. Vingarna är halvgenomskinliga med rödbruna ribbor och rödaktigt brungula vingfästen. benen är bruna; hos honan är de fyra bakre fötterna rödbruna, medan alla sex fötterna är brungula hos hanen. Bakkroppssegmenten är brungula, med bakkanterna genomskinligt gula. Behåringen är vitaktig och tämligen gles. Kroppslängden är 4,4 till 5,4 mm för honan, med en framvingelängd på knappt 4 mm. Motsvarande mått för hanen är 4,5 till 5,4 mm kroppslängd, och 3,2 till 3,4 mm för framvingen.

## Utbredning
Utbredningsområdet sträcker sig från Wisconsin, Michigan och södra Ontario i norr till Georgia i söder samt från östra Missouri och Illinois i väster till New York, New Jersey och Connecticut i öster.

## Ekologi
Lasioglossum foveolatum är ett eusocialt bi, det bildar samhällen med flera kaster (arbetare, drönare och drottningar) där de parningsdugliga honorna, drottningarna, övervintrar som vuxna. Boet grävs ut i marken.
Arten är aktiv under juli. Den är oligolektisk, den flyger till blommande växter från många familjer: Himmelsblomsväxter som båtblomman Tradescantia ohiensis, ärtväxter som Chamaecrista fasciculata, bokväxter som kastanjer, flenörtsväxter som lansettflenört samt korgblommiga växter som gullrissläktet.